# ذره مجازی

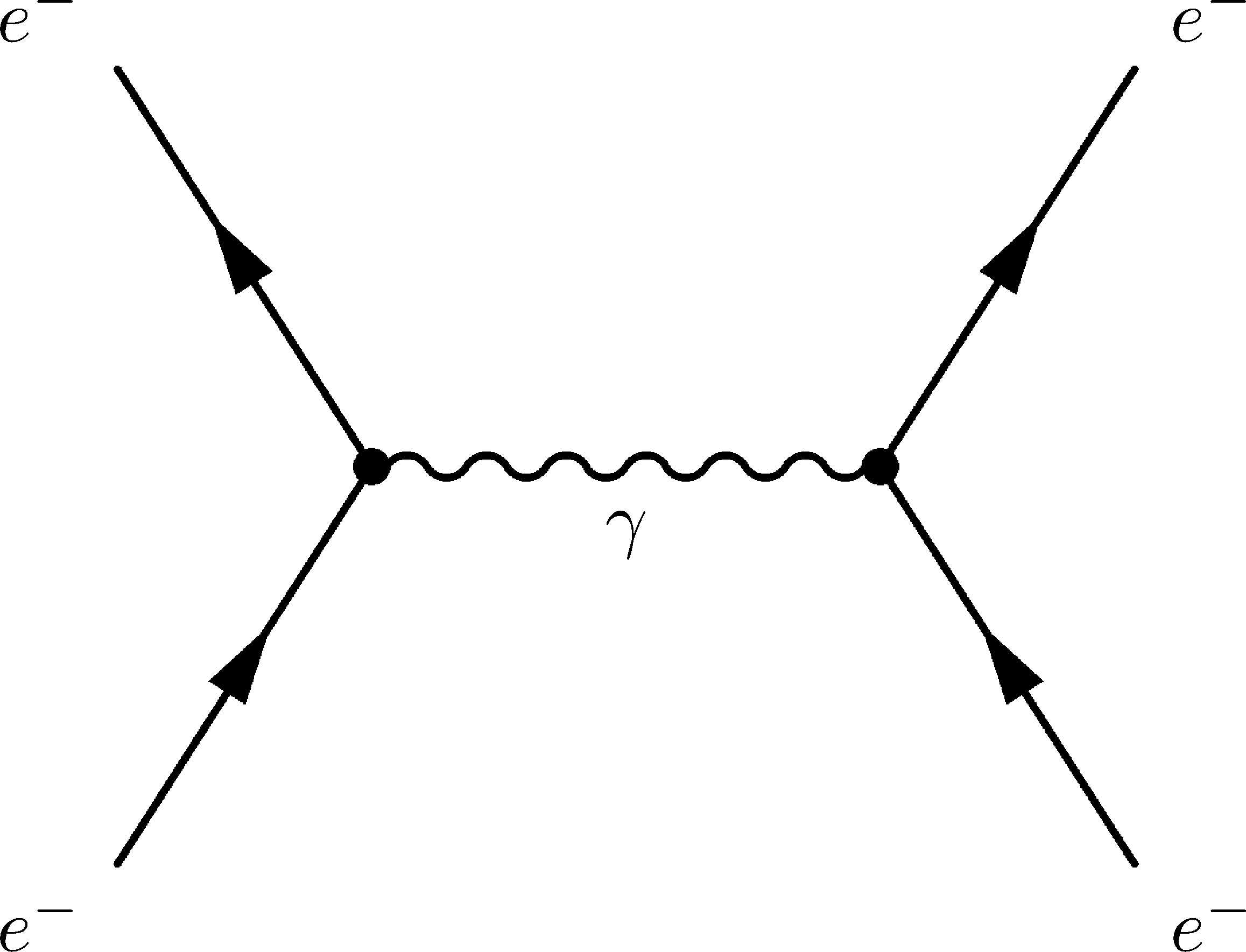
نمایی از نمودار فاینمن در پراکندگی کولن دو الکترون. چهار خط مستقیم، نماد الکترون‌های ورودی و خروجی در حالت‌های واقعی هستند. خط موجی «فوتون مجازی» واسطهٔ برهم‌کنش الکترومغناطیسی است. (زمان از پایین به بالا می‌رود.)

ذره مجازی (به انگلیسی: virtual particle) در دانش فیزیک، یک اغتشاش گذراست که بسیاری از ویژگی‌های یک ذرهٔ معمولی را دارد و وجود آن توسط اصل عدم قطعیت محدودشده است. به عبارت دیگر این رهیافت نتیجه‌ای از اصل عدم قطعیت هایزنبرگ است که بیان می‌کند هرگز نمی‌توان مطمئن بود که یک فضای به ظاهر تهی، واقعا خالی باشد. در عوض ذرات مجازی همواره به صورت جفت ظاهر می‌شوند. این جفت ذرات از ماده و پادماده متناظر آن ساخته شده‌اند که لحظه‌ای بسیار کوتاه دوام می‌آورند و پس از آن، به سرعت همدیگر را خنثی کرده و ناپدید می‌شوند. مفهوم ذرات مجازی برآمده از نظریه اختلال در نظریه میدان‌های کوانتومی است که در آن برهمکنش‌های میان ذرات معمولی به شکل تبادل ذرات مجازی توصیف می‌شود.فرآیند مربوط به ذرات مجازی را می توان با یک نمایش شماتیک که به عنوان نمودار فاینمن معروف است، توصیف کرد. در این نمودار ذرات مجازی توسط خطوط داخلی نشان داده می شوند.
ذرات مجازی لزوماً همان جرم ذرات واقعی مربوطه را ندارند؛ اگرچه انرژی و تکانه آنها همیشه پایسته است. هرچه وجود ذره مجازی بیشتر طول بکشد، ویژگی‌های آن به ذرات معمولی نزدیک‌تر می‌شود. آن‌ها در فیزیک بسیاری از فرایندها از جمله پراکندگی ذرات و نیروهای کاسیمیر و همچنین در نظریه میدان‌های کوانتومی و حتی نیروهای کلاسیک مانند دافع الکترومغناطیسی یا جاذبه بین دو بار که می تواند به دلیل تبادل تعداد زیادی از فوتون‌های مجازی بین بارها تصور شود، از اهمیت بالایی برخوردار هستند. برای مثال، فوتون‌های مجازی ذره مبادله‌ای برهم‌کنش الکترومغناطیسی هستند.